# Хуан Леон Мера
Хуа́н Лео́н Ме́ра Мартінес (ісп. Juan León Mera Martínez; 28 червня 1832, Амбато — 13 грудня 1894, Амбато) — еквадорський письменник, журналіст, критик, політичний діяч та сатирик.
Мера відомий як батько еквадорської літератури, головним чином за роман Cumandá, а також як автор національного гімну Еквадору.

## Біографія
Хуан Леон Мера Мартінес народився 28 червня 1832 року в місті Амбато, Еквадор, у сім'ї підприємця Антоніо Гомеса Мера. У дитинстві батько покинув сім'ю та виховання Мера взяла на себе молода мама Джозефа Мартінес. Допомогу сім'ї надавала бабуся, яка забезпечувала необхідними продуктами харчування.
У 20 років вирушив до міста Кіто, щоб брати уроки у художника Антоніо Саласа. Малював в основному олією.
У віці 33-х років разом із композитором Антоніо Нойманом створив національний гімн Еквадору.
Помер 13 грудня 1894 року. Сьогодні в Амбато існує будинок-музей письменника.

### Праці
В 1854 опублікував свої перші вірші в журналі «Демократія».
Твір Cumandá, написаний 1879 року, приніс найбільшу славу Хуану Леону. Цей роман про підпільне кохання між молодою жінкою з амазонських племен та сином іспанського домініканського ченця. Їхні стосунки приречені не лише тому, що проти батько дівчинки, а й тому, що зрештою з'ясувалося, що пара є братом і сестрою. Автор виступає за мирну асиміляцію корінних народів, за допомогою релігії та любові. Роман широко викладається в еквадорських початкових та середніх школах і вважається одним із найважливіших досягнень дев'ятнадцятого століття у латиноамериканській літературі.

### Політична кар'єра
Хуан Леон був не лише письменником і художником, а й політичним консерватором та послідовником Габріеля Гарсії Морено. Він був губернатором провінції Котопахі, секретарем Державної ради, сенатором та президентом Сенату та Національного Конгресу.

## Творчість

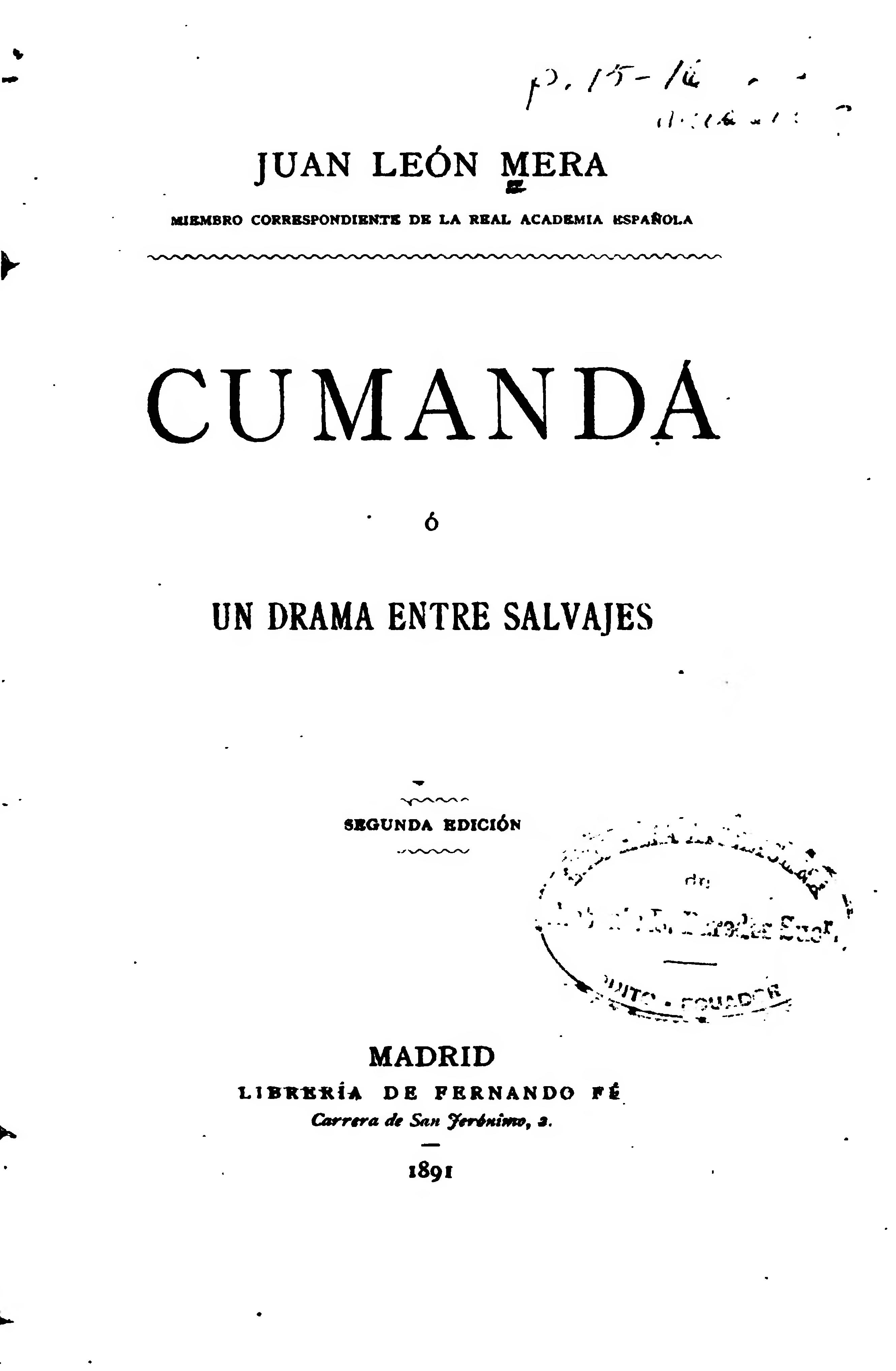

| Рік публікації | Назва                                                      |
| -------------- | ---------------------------------------------------------- |
| 1857           | Fantasías                                                  |
| 1857           | Afectos íntimos                                            |
| 1858           | Melodías indígenas                                         |
| 1858           | Poesías                                                    |
| 1861           | La virgen del sol                                          |
| 1865           | Himno Nacional del Ecuador                                 |
| 1868           | Ojeada histórico-crítica sobre la poesía ecuatoriana       |
| 1872           | Los novios de una aldea ecuatoriana                        |
| 1875           | Mazorra                                                    |
| 1879           | Cumandá o un drama entre salvajes                          |
| 1883           | Los últimos momentos de Bolívar                            |
| 1884           | La dictadura y la restauración de la República del Ecuador |
| 1887           | Lira ecuatoriana                                           |
| 1889           | Entre dos tías y un tío                                    |
| 1890           | Porqué soy cristiano                                       |
| 1892           | Antología ecuatoriana: cantares del pueblo                 |
| 1903           | Tijeretazos y plumadas                                     |
| 1904           | García Moreno                                              |
| 1909           | Novelitas ecuatorianas                                     |
|                |                                                            |